# Лапшанка
Лапшанка (пол. Łapszanka (potok)) — гірська річка в Польщі, у Новотарзькому повіті Малопольського воєводства. Ліва притока Кацвінянки, (басейн Балтійського моря).

## Опис
Довжина річки 15 км, найкоротша відстань між витоком і гирлом — 8,95  км, коефіцієнт звивистості річки — 1,68 . Формується притоками та безіменними струмками.

## Розташування
Бере початок на південно-східній околиці села Лапшанки на висоті 940 м (гміна Лапше-Нижнє). Спочатку тече переважно на північний захід і у селі Лапше-Вишнє повертає на північний схід. Далі тече через Лапше-Нижнє і впадає у річку Кацвінянку, праву притоку Дунайця.

## Притоки
- Нотарни, Потік Кацвінський (праві).[1]